# Rory Delap
Rory John Delap (Birmingham, 6 de julho de 1976) é um ex-futebolista inglês naturalizado irlandês que jogava como meio-campista. Atualmente é auxiliar-técnico do Stoke City.

## Carreira
Delap começou sua carreira no Carlisle United, depois passou por Derby County, Southampton e Sunderland, até chegar ao  Stoke City, inicialmente por empréstimo.
Após o final do empréstimo, o Stoke City optou por contratá-lo em definitivo. Seus últimos clubes foram o Barnsley (por empréstimo) e Burton Albion, onde se aposentou em 2016.
Pela Seleção Irlandesa, Delap disputou 11 jogos entre 1999 e 2004, não sendo lembrado por Mick McCarthy para a Copa de 2002.
Durante 2 temporadas, trabalhou nas categorias de base do Derby County, voltando ao Stoke City em 2018 como auxiliar-técnico. Em novembro de 2019, foi técnico interino dos Potters por 1 jogo após a demissão de Nathan Jones.

## Características
Apesar de ter jogados em clubes de média ou pouca expressão dentro da Inglaterra, Delap chamava a atenção da mídia inglesa graças aos seus longos arremessos em cobranças de lateral. Sua facilidade nos arremessos muito provavelmente se deu por conta dele ter sido um competidor de Lançamento de dardo em sua juventude. Desta forma, sem muita dificuldade, ele conseguia arremessar a bola dentro da pequena área, o que muitas vezes resultou em um gol para o seu time.
Por conta disso, era conhecido como "Catapulta humana". Já os torcedores do Stoke City o chamavam de "David Beckham dos arremessos laterais", devido à extrema força e precisão aplicada nas cobranças. Em alguns arremessos, a velocidade da bola chegava a 37 mph.

### Gols gerados a partir de suas cobranças de lateral

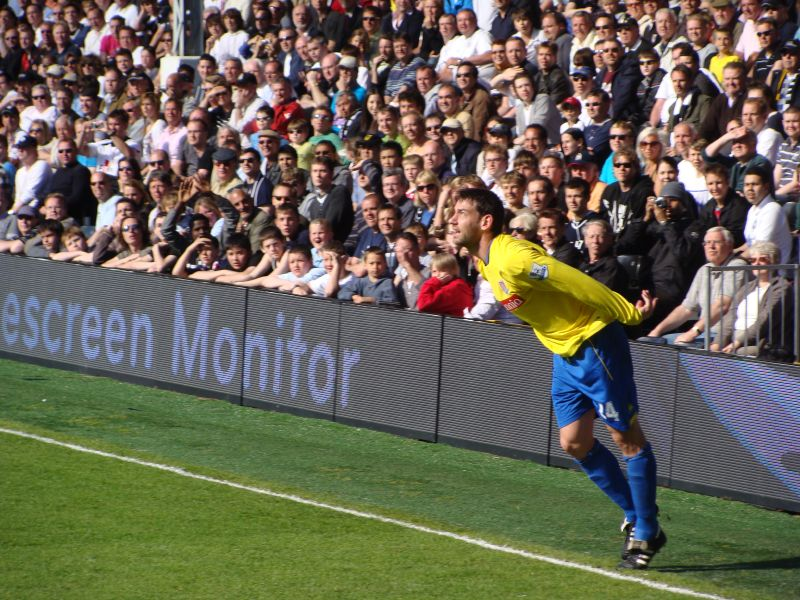
Delap antes de executar um arremesso lateral em 2009.

Ao todo, o Stoke City marcou 18 gols em arremessos de lateral cobrados por Delap diretamente na área.
| #  | Data                    | Estádio                    | Rival            | Resultado | Goleador             | Resultado final | Competição     | Temporada | Ref.   |
| -- | ----------------------- | -------------------------- | ---------------- | --------- | -------------------- | --------------- | -------------- | --------- | ------ |
| 1  | 23 de agosto de 2008    | Britannia Stadium          | Aston Villa      | 3-2       | Sidibe (90')         | 3-2             | Premier League | 2008-09   | [ 7 ]  |
| 2  | 14 de setembro de 2008  | Britannia Stadium          | Everton          | 1-2       | Olofinjana (54')     | 2-3             | Premier League | 2008-09   | [ 8 ]  |
| 3  | 14 de setembro de 2008  | Britannia Stadium          | Everton          | 2-2       | Jagielka (63' OG)    | 2-3             | Premier League | 2008-09   | [ 8 ]  |
| 4  | 5 de outubro de 2008    | Fratton Park               | Portsmouth       | 1-1       | Fuller (48')         | 2-1             | Premier League | 2008-09   | [ 9 ]  |
| 5  | 30 de outubro de 2008   | Britannia Stadium          | Sunderland       | 1-0       | Fuller (73')         | 1-0             | Premier League | 2008-09   | [ 10 ] |
| 6  | 1 de novembro de 2008   | Britannia Stadium          | Arsenal          | 1-0       | Fuller (11')         | 2-1             | Premier League | 2008-09   | [ 11 ] |
| 7  | 1 de novembro de 2008   | Britannia Stadium          | Arsenal          | 2-0       | Olofinjana (73')     | 2-1             | Premier League | 2008-09   | [ 11 ] |
| 8  | 4 de março de 2009      | Britannia Stadium          | Bolton           | 2-0       | Fuller (73')         | 2-0             | Premier League | 2008-09   | [ 12 ] |
| 9  | 21 de março de 2009     | Britannia Stadium          | Middlesbrough    | 1-0       | Shawcross (84')      | 1-0             | Premier League | 2008-09   | [ 13 ] |
| 10 | 15 de agosto de 2009    | Britannia Stadium          | Burnley          | 2-0       | Jordan (33' OG)      | 2-0             | Premier League | 2009-10   | [ 14 ] |
| 11 | 31 de outubro de 2009   | Britannia Stadium          | Wolves           | 2-0       | Etherington (43')    | 2-2             | Premier League | 2009-10   | [ 15 ] |
| 12 | 2 de janeiro de 2010    | Britannia Stadium          | York             | 1-1       | Parslow (24' OG)     | 3-1             | FA Cup         | 2009-10   | [ 16 ] |
| 13 | 2 de janeiro de 2010    | Britannia Stadium          | York             | 2-1       | Fuller (25')         | 3-1             | FA Cup         | 2009-10   | [ 16 ] |
| 14 | 24 de janeiro de 2010   | Britannia Stadium          | Arsenal          | 1-0       | Fuller (1')          | 3-1             | FA Cup         | 2009-10   | [ 17 ] |
| 15 | 6 de fevereiro de 2010  | Britannia Stadium          | Blackburn Rovers | 2-0       | Sidibe (45')         | 3-0             | Premier League | 2009–10   | [ 18 ] |
| 16 | 13 de fevereiro de 2010 | City of Manchester Stadium | Manchester City  | 1-1       | Fuller (57')         | 1-1             | FA Cup         | 2009-10   | [ 19 ] |
| 17 | 24 de fevereiro de 2010 | Britannia Stadium          | Manchester City  | 2-1       | Shawcross (95') E.T. | 3-1 (A.E.T.)    | FA Cup         | 2009-10   | [ 20 ] |
| 18 | 27 de fevereiro de 2010 | Britannia Stadium          | Arsenal          | 1-0       | Pugh (8')            | 1-3             | Premier League | 2009–10   | [ 21 ] |

## Vida pessoal
Seu filho, Liam Delap, é futebolista profissional e integra o elenco do Manchester City.